# Лабиринтовый паук
Лабиринтовый паук (лат. Agelena labyrinthica) — вид пауков из семейства воронковых пауков (Agelenidae).

## Описание
Длина тела самки составляет до 14 мм, самцы вырастают длиной до 12 мм. Брюшко (опистосома) бурого цвета. Серый волосяной покров образует рисунок из нескольких косых, направленных назад полос. У более взрослых животных волосы изнашиваются больше, так что они выглядят более коричневыми, чем молодь. Головогрудь (просома) от жёлто-коричневого до красно-коричневого окраса. Серым волосяным покровом в центре и по бокам головогруди образуются две широких длинных полосы. Ноги соответствуют по окраске брюшку и не имеют особого рисунка.

## Распространение
Лабиринтовый паук распространён по всей Палеарктике. Они предпочитают сухие ландшафты под открытым небом с низкой растительностью, такие как сухие луга, пустошь, обочины дорог и кустарник.

## Образ жизни
Паук растягивает среди травы и мелкого кустарника горизонтальную плотную сеть диаметром до 50 см. Скрытая сеть переходит в трубку, в которой прячется паук.

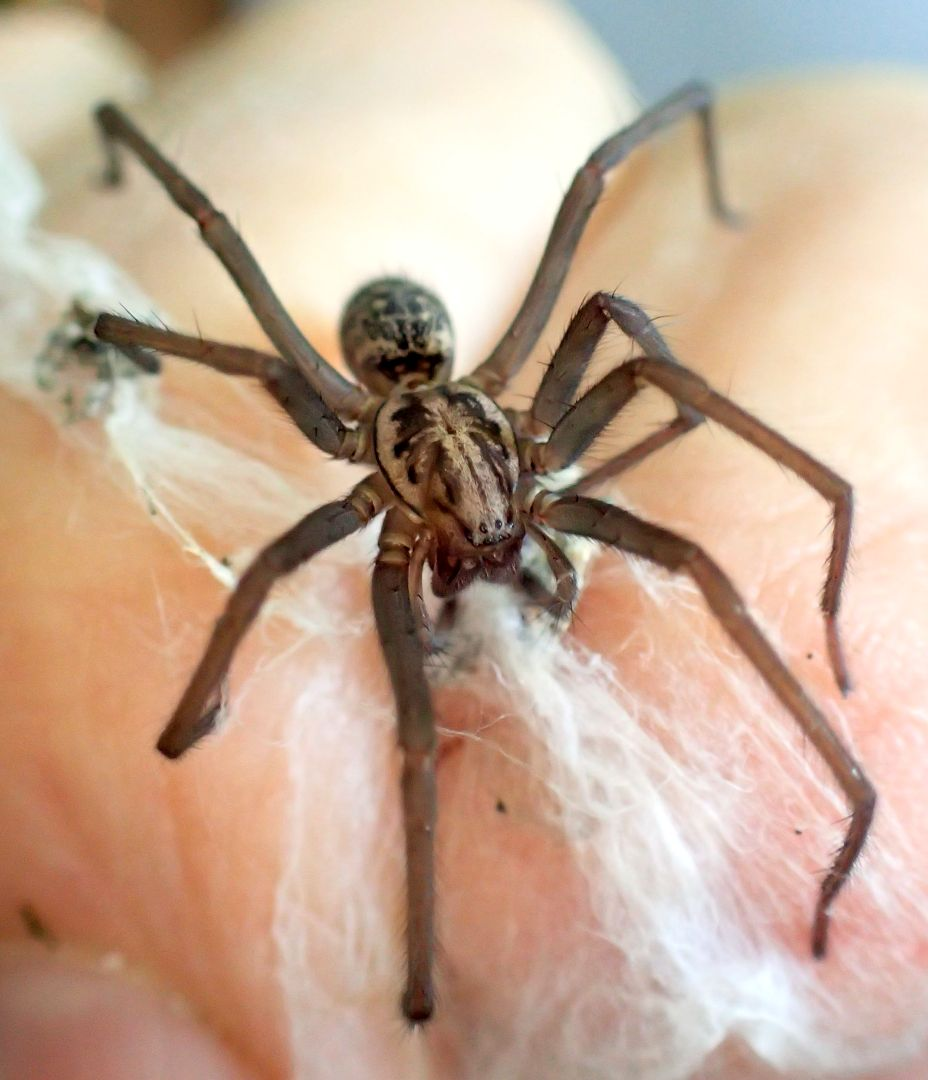
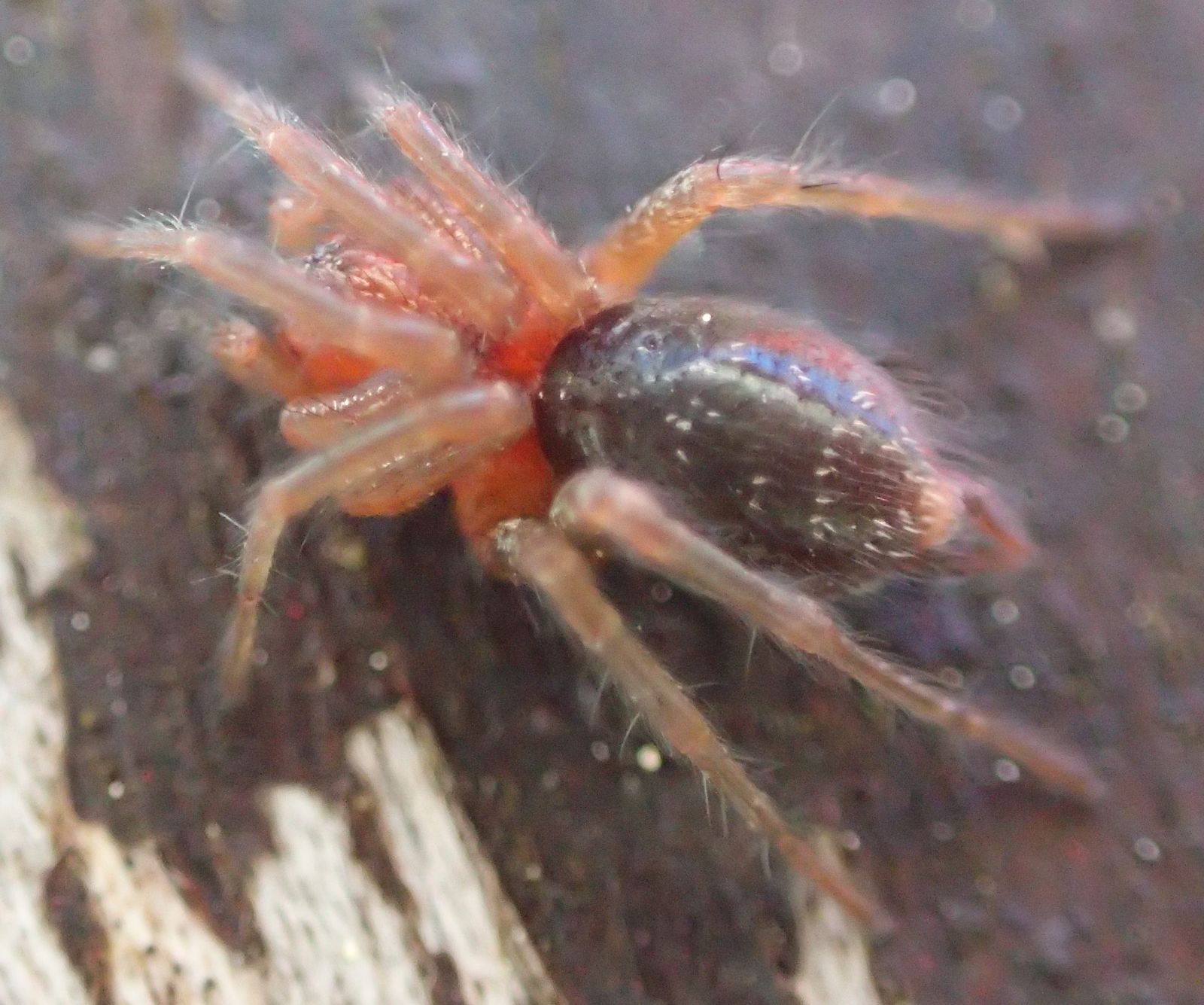
Очень молодая особь

## Размножение
Спаривание происходит в разгар лета. Самец вступает в сеть самки. Если она готова к спариванию, то она остаётся у входа воронки. Самец тогда хватает самку и вводит педипальпы в половое отверстие самки. После спаривания самка выходит из оцепенения и самец убегает из сети. Тем не менее, нередко самки хватают самцов как любую добычу и поедают их.
Самка перестраивает свою сеть поздним летом в кокон. Он укрепляется прочной паутиной в растительности. Яйца и молодые пауки зимуют в этом коконе. Они покидают гнездо следующей весной.